# 246345 Carolharris
246345 Carolharris este un asteroid din centura principală de asteroizi.

## Descriere
246345 Carolharris este un asteroid din centura principală de asteroizi. A fost descoperit pe 11 octombrie 2007 la Stația Anderson Mesa de Larry H. Wasserman. Asteroidul prezintă o orbită caracterizată de o semiaxă mare de 3,17 ua, o excentricitate de 0,12 și o înclinație de 3,9° în raport cu ecliptica.